# Halia
Pour l’article homonyme, voir Halia (langue).
Dans la mythologie grecque, Halia (en grec ancien Ἁλία / Halía), fille de Thalassa et de Pontos ou Ouranos selon les versions, est une Haliade de l'île de Rhodes qui personnifie la mer salée. Aimée du dieu Poséidon, elle en eut une fille, la nymphe Rhodé et six fils, les Dieux de l'Ouest (en grec ancien Προσηῷους Δαίμονες / Prosēôious Daímones).

## Mythe
Ses fils ayant refusé l'hospitalité sur leur île à Aphrodite quand elle navigue sur les mers juste après sa naissance, elle les rend fous. Ceux-ci violent leur mère et de honte, Halia se jette dans la mer  tandis que ses fils sont enterrés par leur père dans des cavernes des fonds marins sous l'île.
Les Rhodiens racontent qu'après sa mort, Halia est devenue la déesse Leucothée bien que dans la plupart des versions, il s'agit de la princesse béotienne Ino et non pas Halia.

## Assimilations
Halia semble être assimilée à l'Océanide Caphira, la nourrice rhodienne du dieu Poséidon. Elle est également liée à Himalia, une nymphe qui est séduite par Zeus quand il est venu pour vaincre les Géants (sûrement les Telchines).
En conclusion, en tant que mère de Rhodé, l'Athéna rhodienne, elle est probablement identifiée avec Polyphe.[précision nécessaire]

## Source
- Diodore de Sicile, Bibliothèque historique [détail des éditions] [lire en ligne] (V, 55, 4).